# Ryes
Ryes és un municipi francès situat al departament de Calvados i a la regió de Normandia. L'any 2007 tenia 480 habitants.

## Demografia

### Població
El 2007 la població de fet de Ryes era de 480 persones. Hi havia 162 famílies de les quals 24 eren unipersonals (8 homes vivint sols i 16 dones vivint soles), 57 parelles sense fills, 77 parelles amb fills i 4 famílies monoparentals amb fills.
La població ha evolucionat segons el següent gràfic:
Habitants censats

### Habitatges
El 2007 hi havia 226 habitatges, 173 eren l'habitatge principal de la família, 36 eren segones residències i 17 estaven desocupats. 220 eren cases i 6 eren apartaments. Dels 173 habitatges principals, 144 estaven ocupats pels seus propietaris i 28 estaven llogats i ocupats pels llogaters; 6 tenien dues cambres, 16 en tenien tres, 37 en tenien quatre i 114 en tenien cinc o més. 133 habitatges disposaven pel capbaix d'una plaça de pàrquing. A 67 habitatges hi havia un automòbil i a 99 n'hi havia dos o més.

### Piràmide de població
La piràmide de població per edats i sexe el 2009 era:
| Homes | Edats   | Dones |
| ----- | ------- | ----- |
| 0     | 95 o +  | 0     |
| 0     | 90 a 94 | 0     |
| 0     | 85 a 89 | 0     |
| 0     | 80 a 84 | 4     |
| 12    | 75 a 79 | 16    |
| 16    | 70 a 74 | 12    |
| 12    | 65 a 69 | 16    |
| 0     | 60 a 64 | 4     |
| 0     | 55 a 59 | 4     |
| 16    | 50 a 54 | 8     |
| 12    | 45 a 49 | 20    |
| 44    | 40 a 44 | 24    |
| 24    | 35 a 39 | 24    |
| 4     | 30 a 34 | 20    |
| 8     | 25 a 29 | 0     |
| 12    | 20 a 24 | 12    |
| 12    | 15 a 19 | 16    |
| 32    | 10 a 14 | 20    |
| 28    | 5 a 9   | 20    |
| 12    | 0 a 4   | 12    |

## Economia
El 2007 la població en edat de treballar era de 305 persones, 228 eren actives i 77 eren inactives. De les 228 persones actives 208 estaven ocupades (115 homes i 93 dones) i 20 estaven aturades (10 homes i 10 dones). De les 77 persones inactives 20 estaven jubilades, 33 estaven estudiant i 24 estaven classificades com a «altres inactius».

### Ingressos
El 2009 a Ryes hi havia 182 unitats fiscals que integraven 484,5 persones, la mediana anual d'ingressos fiscals per persona era de 19.655 €.

### Activitats econòmiques
Dels 12 establiments que hi havia el 2007, 1 era d'una empresa alimentària, 3 d'empreses de construcció, 2 d'empreses de comerç i reparació d'automòbils, 3 d'empreses d'hostatgeria i restauració, 1 d'una empresa d'informació i comunicació, 1 d'una empresa immobiliària i 1 d'una entitat de l'administració pública.
Dels 5 establiments de servei als particulars que hi havia el 2009, 1 era un taller de reparació d'automòbils i de material agrícola, 1 paleta, 2 lampisteries i 1 restaurant.
L'únic establiment comercial que hi havia el 2009 era una fleca.
L'any 2000 a Ryes hi havia 15 explotacions agrícoles que ocupaven un total de 783 hectàrees.

## Equipaments sanitaris i escolars
El 2009 hi havia una escola elemental integrada dins d'un grup escolar amb les comunes properes formant una escola dispersa.

## Poblacions més properes
El següent diagrama mostra les poblacions més properes.